# Earl Hindman
Earl Hindman (Bisbee, 20 oktober 1942 – Stamford, 29 december 2003) was een Amerikaans acteur.
Hindman was ook actief onder de naam Leo Heinz.

## Biografie
Hindman heeft acteren geleerd aan de universiteit van Arizona in Tucson. 
Hindman begon in 1967 met acteren in de film Teenage Mother. Hierna heeft hij nog meerdere rollen gespeeld in televisiefilms en televisieseries, maar is vooral bekend als de vriendelijke buurman Wilson in de televisieserie Home Improvement waar hij in 203 afleveringen speelde (1991-1999). Een opmerkelijk feit was dat zijn gezicht in al de afleveringen niet te zien was, maar in de laatste aflevering zag het publiek eindelijk zijn hele gezicht. De oudere generatie kent hem ook van de televisieserie Ryan's Hope waarin hij in 459 afleveringen de rol vertolkte van Bob Reid (1975 – 1989).
Hindman trouwde op 21 mei 1976 en heeft twee kinderen. Hij hield van countrymuziek, pokeren en het verzamelen van postzegels en geldmunten. Hindman overleed eind 2003 in Stamford (Connecticut) aan de gevolgen van longkanker. Voordat hij in Stamford woonde heeft hij ook in New York en Tucson gewoond.

## Prijzen[3]
- 2007 TV Land Awards in de categorie Favoriete "Horen maar niet zien" Acteur met de televisieserie Home Improvement – genomineerd.
- 2004 TV Land Awards in de categorie Favoriete "Horen maar niet zien" Acteur met de televisieserie Home Improvement – gewonnen.

## Filmografie[4]

### Films
Selectie:
- 1988 The Red Spider – als Stern
- 1987 Three Men and a Baby – als Satch
- 1985 Silverado – als J.T.
- 1981 Taps – als luitenant Hanson
- 1978 The Brink's Job – als FBI agent
- 1974 The Taking of Pelham One Two Three – als Brown
- 1974 The Parallax View – als Red

### Televisieseries
Uitgezonderd eenmalige gastrollen.
- 1991 – 1999 Home Improvement – als Wilson Wilson jr. – 203 afl.
- 1990 ABC TGIF – als Wilson - ? afl.
- 1975 – 1989 Ryan's Hope – als Bob Reid – 459 afl.
- 1986 – 1987 The Equalizer – als Elmer – 3 afl.
- 1984 The Leatherstocking Tales – als Harry March – miniserie

- Biblioteca Nacional de España: XX4617319
- Gemeinsame Normdatei: 1240720009
- International Standard Name Identifier: 0000 0001 1585 6723
- Library of Congress Control Number: no2006005035
- Virtual International Authority File: 2212259
- WorldCat: E39PBJk4D3MdpCBK66d3r994bd